# جورج موزالون
جورج موزالون ((باليونانية: Γεώργιος Μουζάλων)‏, Geōrgios Mouzalōn; حوالي 1220 – 25 أغسطس 1258) كان مسؤولًا رفيعًا في الإمبراطورية النيقية - وهي إمبراطورية تغطي جزءًا مما هو الآن في تركيا - تحت ثيودور الثاني لاسكاريس (حكم 1254 - 1258).